# Brian Ching
Brian Ching (chiń. 程拜仁; pinyin Chéng Bàirén; ur. 24 maja 1978 r. w Haleʻiwa) – amerykański piłkarz występujący na pozycji napastnika w Houston Dynamo.
Urodzony w Haleʻiwa na  Hawajach, Ching ma dziadka pochodzącego z Chin. Jego nazwisko Ching w  języku chińskim to 程.